# R.B.I. Baseball
R.B.I. Baseball (in Japan bekend onder de naam  Pro Yakyuu Family Stadium) is een computerspel dat werd ontwikkeld door Namco en uitgegeven door zowel Tengen en Namco. Het spel is een sportspel waarbij de speler honkbal kan spelen. Het kwam op 10 december 1986 uit als arcadespel. Twee jaar later kwam een release voor het platform Nintendo Entertainment System. Het spel werd uitgegeven met toestemming van de Major League Players Association. Hierdoor bevat het veel echte namen van spelers. Om een sterk team samen te stellen is kennis van het honkbal een pre. 

## Ontvangst
| Beoordeeld door       | Platform | Datum            | Score |
| --------------------- | -------- | ---------------- | ----- |
| NES Archives          | NES      | 11 augustus 2002 | 91%   |
| Game Freaks 365       | NES      | 1 november 2007  | 81%   |
| The Video Game Critic | NES      | 20 augustus 2003 | 25%   |